# Dobrné
Dobrné (německy Zistl) je malá vesnice, část města Větřní v okrese Český Krumlov. Nachází se asi 2 km na jihovýchod od Větřní. Prochází zde silnice II/160. Je zde evidováno 22 adres.
Dobrné leží v katastrálním území Hašlovice o výměře 8 km².

## Historie
První písemná zmínka o vesnici pochází z roku 1310. Od zavedení obecního zřízení v polovině 19. století bylo Dobrné osadou tehdejší obce Hašlovice, která byla v letech 1938 až 1945 v důsledku uzavření Mnichovské dohody přičleněna k nacistickému Německu. Od roku 1961 je Dobrné částí Větřní.

## Pamětihodnosti
Kamenný klenutý most č. 160-007 na silnici z Č.Krumlova do Rožmberka